# Sansevieria erythraeae
Sansevieria erythraeae är en sparrisväxtart som beskrevs av Giovanni Ettore Mattei. Sansevieria erythraeae ingår i släktet bajonettliljor, och familjen sparrisväxter. Inga underarter finns listade i Catalogue of Life.

## Bildgalleri

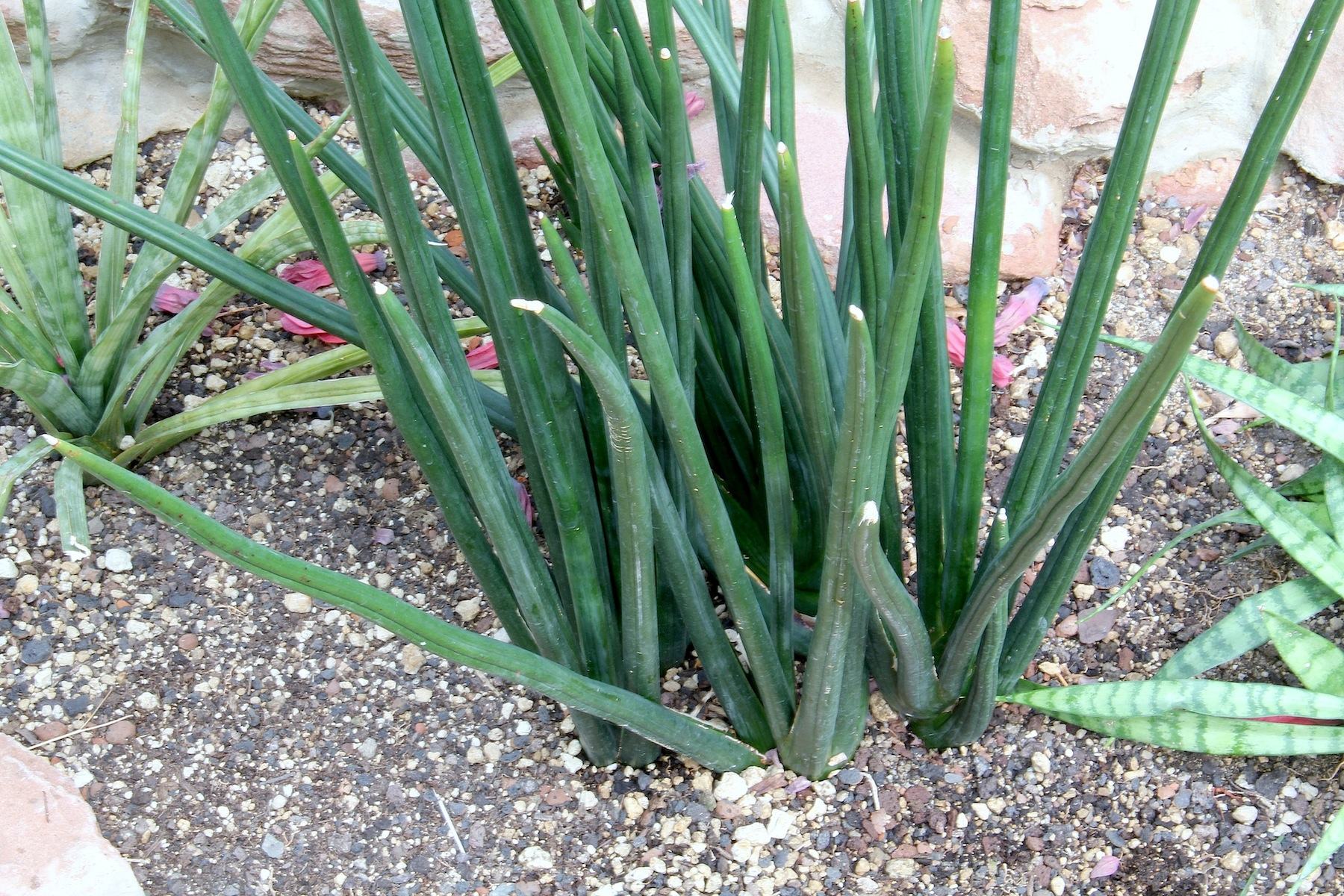